# 쓰지역
쓰지역(일본어: 辻駅)은 일본 도쿠시마현 미요시시에 위치한 시코쿠 여객철도 도쿠시마 선의 철도역이다. 역 번호는 B23이며, 섬식 승강장 1면 2선의 구조를 갖춘 지상역이다.

## 이용 현황
| 연도     | 하루 평균 | 연도     | 하루 평균 |
| 1995년도 | 440       | 2003년도 | 346       |
| 1996년도 | 443       | 2004년도 | 327       |
| 1997년도 | 432       | 2005년도 | 335       |
| 1998년도 | 410       | 2006년도 | 327       |
| 1999년도 | 404       | 2007년도 | 309       |
| 2000년도 | 363       | 2008년도 | 285       |
| 2001년도 | 306       | 2009년도 | 282       |
| 2002년도 | 356       | 2010년도 | 264       |
| -------- | --------- | -------- | --------- |

## 역 주변
- 요시노강
- 국도 제192호선

## 역사
- 1914년 3월 25일 : 개업.
- 1985년 2월 1일 : 무인역화.
- 1987년 4월 1일 : 일본국유철도 분할 민영화에 의해, 시코쿠 여객철도가 승계.

## 인접 역
| 시코쿠 여객철도         | 시코쿠 여객철도 | 시코쿠 여객철도         |
| ----------------------- | --------------- | ----------------------- |
| B 22 아와카모 사코 방면 | 도쿠시마 선     | 쓰쿠다 B 24 쓰쿠다 방면 |